# 차준택
차준택(車濬澤, 1968년 8월 30일~)은 대한민국의 정치인이다. 제8·9대 인천광역시 부평구청장(2018~)이다.
2018년 제7회 전국동시지방선거 인천 부평구청장 선거에서 부평구청장에 당선되었다. 2022년 6월 제8회 전국동시지방선거에서 다시 한 번 부평구청장에 출마했고 재선에 성공했다.

## 학력
- 1975 산곡국민학교 전학
- 1975~1981 인천부평동국민학교 졸업
- 1981~1984 부평중학교 졸업
- 1984~1987 부평고등학교 졸업
- 1987~1992 고려대학교 불어불문학 학사
- 1994~2000 아메리칸 대학교 국제관계대학 문학 석사

## 경력
- 2002~2003: 컬럼비아 대학교 테크놀로지스쿨 교육행정관
- 국회의원 송영길 의원실 비서관, 보좌관
- 민주당 인천광역시당 부평구 을 지역위원회 상무위원
- 민주당 전당대회 대의원
- 2006~2008: 국회의원 최용규 의원실 보좌관
- 2008: 민주당 인천광역시당 공보실장
- 국회의원 홍영표 입법보좌관
- 2010: 인천장애인볼링협회 부회장
- 2010.07~2014.06: 제6대 인천광역시의회 의원(민선 5기, 인천 부평구 제4선거구, 민주당→민주통합당→민주당→새정치민주연합, 초선)
  - 제6대 인천광역시의회 기획행정위원회 부위원장
  - 제6대 인천광역시의회 예산결산특별위원회 위원장
- 2014.07~2018.03: 제7대 인천광역시의회 의원(민선 6기, 인천 부평구 제4선거구, 새정치민주연합→더불어민주당, 재선)
- 더불어민주당 한국GM 대책특별위원회 위원
- 2018.07~2022.06: 제8대 인천광역시 부평구청장(민선 7기, 더불어민주당, 초선)
- 2018.07~: 부평구문화재단 이사장
- 2022.07~: 제9대 인천광역시 부평구청장(민선 8기, 더불어민주당, 재선)

## 역대 선거 결과
|  | 63.44% |

|  | 55.49% |

|  | 69.81% |

|  | 51.28% |